# Huaca Rajada
La huaca Rajada aussi connu sous le nom de "Sipán", est le plus important complexe funéraire de la culture Moche découvert à ce jour. Il se situe près du village de Sipán, à 30 km à l'est de Chiclayo dans la région de Lambayeque, au nord du  Pérou. 
Un musée a spécialement été construit pour présenter les découvertes provenant de ce complexe, notamment le célèbre tombeau du Seigneur de Sipán. Il s'agit du musée Tumbas Reales de Sipán situé dans la ville voisine de Lambayeque.
La ville de Sipán est datée du milieu du  Ier siècle au VIIe siècle, c'est-à-dire pendant la période de la civilisation Moche.

## Le site de Sipán
Le site archéologique de Sipán où des tombes royales ont été découvertes et ont été fouillées entre 1987-1990, est considéré comme une découverte archéologique très importante. De nombreuses tombes ont été pillées, mais les artéfacts qui ont subsisté et qui ont été découverts par les archéologues jouent un rôle important dans la compréhension des souverains et de la tradition Moche. 
Les tombes de la région sont construites en adobe, de forme pyramidale, et sont maintenant très érodées par l'action du temps et par des événements climatiques successifs comme El Niño. 
Les tombes de Sipán ont permis aux archéologues et aux anthropologues de mieux comprendre la Cérémonie du Sacrifice des souverains de Sipán qui était illustrée sur des peintures murales, des céramiques et d'autres objets décoratifs. Les cérémonies du sacrifice étaient souvent représentées avec des prisonniers parmi les dieux ou la famille royale. Les tombes de Sipán ont montré que les souverains ont effectivement pris part à ces cérémonies du Sacrifice en regardant les artefacts découverts, y compris des ornements et une coiffure qui correspondaient aux illustrations de la cérémonie ainsi que de grands couteaux et outils qui auraient servi à saigner et à décapiter,.

## La tombe du « Seigneur de Sipán »
Déjà connu avant 1987, le complexe de Sipán est devenu célèbre cette année-là grâce à la découverte par Walter Alva et sa femme Susana Meneses, tous deux spécialistes de la culture Moche, de l'impressionnante tombe d'un très haut dirigeant Moche, dénommé « Seigneur de Sipán » d'après le nom du village voisin. Celui-ci a été inhumé entouré de deux hommes, deux femmes et un chien. La tombe renferme de précieux bijoux et autres ornements d'une valeur inestimable : objets d'or, d'argent, de cuivre, de bronze ou de terre cuite. Cette découverte est parfois considérée comme la plus importante découverte archéologique au Pérou depuis celle du Machu Picchu, notamment parce que c'est l'un des rares sites précolombiens ayant été retrouvé intact, resté à l'écart des huaqueros (pilleurs de tombes).
Cette découverte a remis en question de nombreuses idées concernant la culture Moche, notamment concernant la place du dirigeant moche dans la société : il était bien plus important qu'on ne le croyait auparavant. Par exemple, de nombreuses céramiques montrent un personnage richement paré qui bénéficiait de quantité d'offrandes. Ce personnage, d'abord considéré comme un dieu, fut finalement identifié comme étant le seigneur de Sipán lui-même.

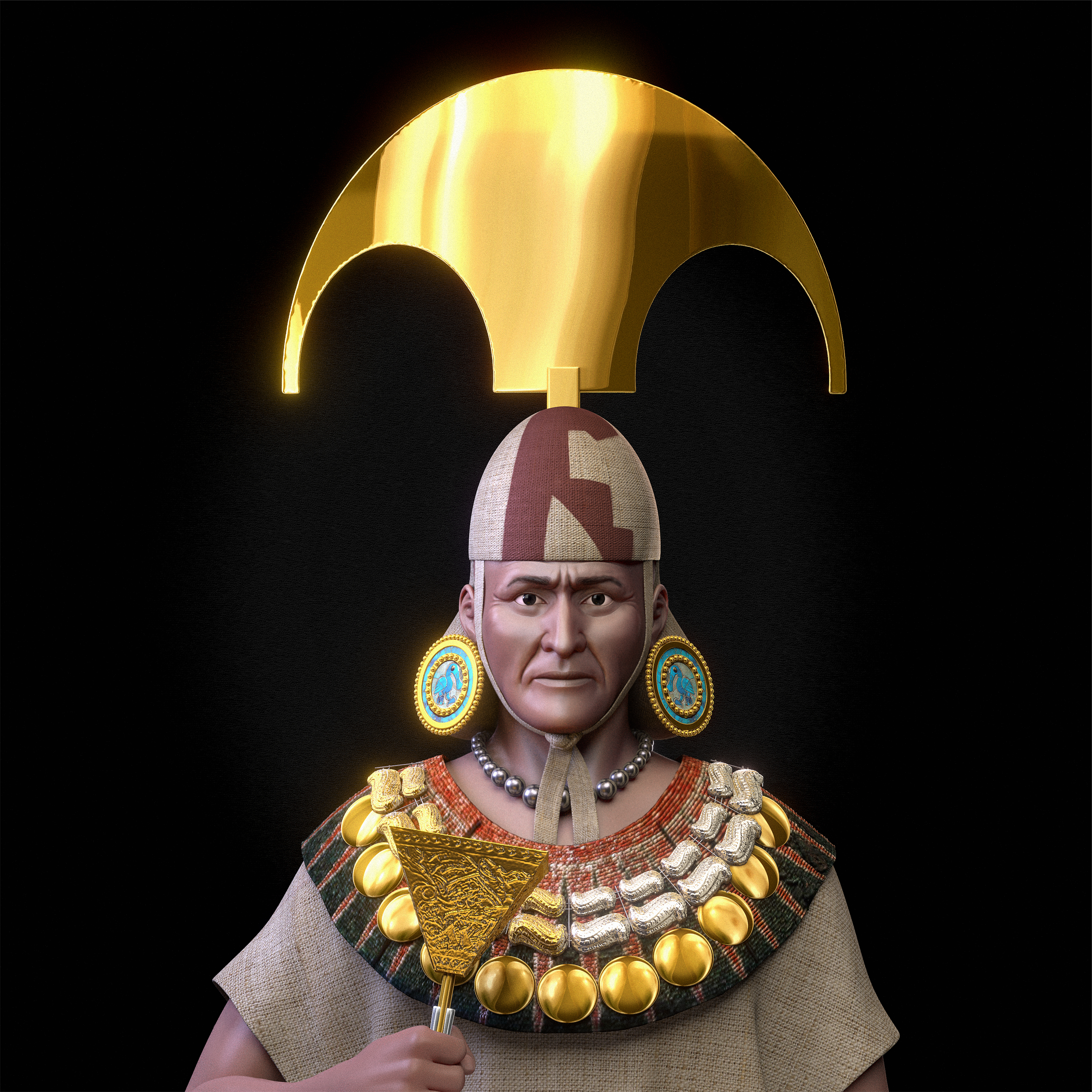
Le Seigneur de Sipan reconstitué par C. Moraes.

Le seigneur de Sipán régna probablement au cours du IIIe siècle et décéda à l'âge d'approximativement 40 ans.
Une reconstruction faciale a été faite à partir du crâne du Seigneur de Sipan par le designer 3D brésilien Cicero Moraes en septembre 2016.

## Autres tombes
Bien que la découverte du « Seigneur de Sipán » soit la plus importante sur le site, d'autres découvertes de tombes ont révélé l'ampleur de ce complexe funéraire. Celui-ci renfermait aussi, par exemple, la tombe du « Viejo señor de Sipán » (vieux seigneur de Sipán), qui appartenait à la même famille que le premier et régna antérieurement. Au total, quatorze tombes ont été fouillées et de nombreuses autres restent encore en place. De nombreux bijoux, masques et objets d'art ont été découverts.
Il y a très peu de recherches sur les roturiers de Sipán, pourtant il est bien connu que c'étaient les non nobles qui payaient l'impôt souvent sous forme de corvées, travail qui a permis l'érection des plates-formes funéraires pour les seigneurs de Sipán. Ces plates-formes et autres structures en pisé sont souvent érigées avec des briques d'adobe qui sont marquées afin de justifier ainsi le payement de l'impôt. 
En dehors du système de corvée pour le Seigneur, on en sait très peu de chose spécifiquement sur les Moche de Sipán.

## Les "huaqueros"
En février 1987, un homme du nom d'Ernil Bernal a dirigé une bande de "huaqueros" (pilleurs de tombes) qui ont creusé un tunnel dans une des pyramides situées à Huaca Rajada. Au cours des nuits suivantes, ils ont emporté un grand nombre d'objets métalliques précieux, détruisant ainsi des centaines de céramiques et de restes humains. Un nombre incalculable d'artéfacts ont été perdus, vendus à des collections privées au marché noir. Walter Alva est arrivé avec la police quelques jours plus tard, après qu'un masque a été confisqué aux huaqueros et présenté au chercheur. 
Malgré l'hostilité des villageois, vraisemblablement manipulés par les pillards, Alva et la police ont pu éloigner les huaqueros du site, ériger des clôtures autour des tombes et commencer les fouilles ce qui a permis au chercheur et a son équipe d'excaver 12 autres tombes. Leur travail est devenu la base du musée des "Tombes Royales de Sipán",.

## Travail du métal

Masque au Musée des Tumbas Reales.

Au cours des fouilles de 1987 à 1990, un trésor spectaculaire d'objets ornementaux et cérémoniels en or et en argent a été découvert, datant de 50 à 300 ap. J.-C. 
Ces objets témoignent du savoir-faire exceptionnel des orfèvres Moche qui utilisent des techniques élaborées et avancées de travail des métaux. Les forgerons de Moche ont fabriqué ces bijoux à partir de feuilles minces d'alliages de cuivre, en utilisant des procédés électrochimiques pour purifier une couche extrêmement mince (0,5 à 2,0 μm) d'or ou d'argent.
Pour fabriquer ces artéfacts, des lingots de cuivre ont été martelés jusqu'à l'épaisseur d'une tôle, puis formés selon la forme désirée (par exemple un masque). Bien que la méthode exacte pour ajouter le plaquage d'or à l'extérieur ne soit pas connue, une théorie bien acceptée est que l'or a probablement été dissous dans des solutions aqueuses de composés corrosifs récupérés dans les déserts du nord du Pérou et portés à faible ébullition, après quoi la feuille de cuivre a été plongée dan ce bain, ce qui a entraîné la réaction :
2Au3+ + 3Cu ⇌  2Au0 + 3Cu2+
Le cuivre ainsi décapé, l'or se dépose à la surface du métal. La feuille est ensuite chauffée à une température comprise entre 500 et 800 °C, pour faire adhérer définitivement le film d'or à la surface. Ces films d'or n'étaient pas de l'or pur, mais des solutions or-cuivre-argent (comme Cu28Au2Ag),.
Certains des artefacts en argent (à savoir des perles en forme de tête fabriquées individuellement (environ 4,0 cm sur 5,1 cm), ont été formés en alternant entre le martelage et le recuit d'un alliage cuivre-argent qui permet d'éliminer l'oxyde de cuivre en surface avec un acide (jus des plantes ou urine souillée qui a tourné en ammoniaque). Après de nombreuses réitérations de ce traitement chimique, le cuivre est appauvri, ce qui donne l'apparence d'argent pur (en réalité, l'argent ne représente que 18% de la surface). D'autres objets en argent auraient été fabriqués approximativement de la même manière, mais contiennent jusqu'à 90% d'argent à la surface.
Parmi les exemples de travail du métal que l'on trouve à Sipán, on peut citer outre les perles en forme de tête, des perles en forme d'arachide, des poignées de cercueil, des manches d'éventails, des fers de lance, une bannière plaquée cuivre, des couteaux de cérémonie, des coiffes en or, des ornements en argent et en or pour le nez et les oreilles, des sceptres, un collier doré fait de 10 araignées (corps humains avec un visage en toile d'araignée, s'appuyant sur un fil doré), un animal doré (chien ou renard), etc. La grande majorité de ces œuvres ont été placées dans des tombes richement décorées, indiquant à la fois leur grande valeur pour les dirigeants de Sipán et le besoin fréquent pour les artisans de continuer à fabriquer de nouveaux objets lorsque les anciens étaient enterrés avec leur propriétaire.

## Musée des Tombes Royales de Sipán

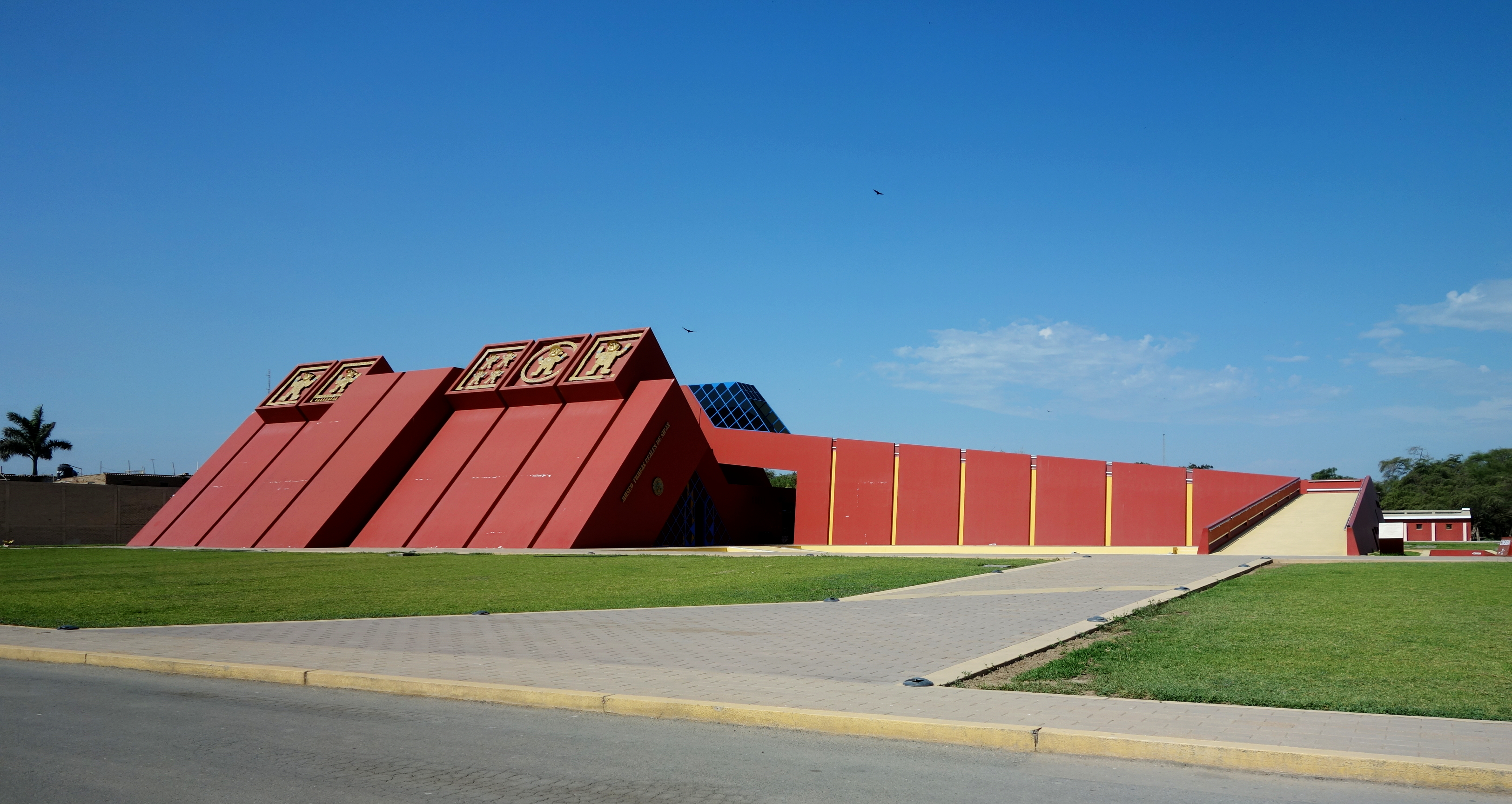
Musée des tombes Royales à Lambayeque.

Le "Museo Tumbas Reales de Sipán", est situé à Lambayeque et a été ouvert en 2002. Ce musée, dirigé par Walter Alva, se concentre spécifiquement sur la tombe du Seigneur de Sipán trouvée à Sipán en 1987, ainsi que sur les 8 personnes sacrifiées avec lui, la tombe du Vieux Seigneur de Sipán et celle du prêtre qui accompagne le Seigneur.
L'aménagement du musée est spécifique à la façon dont la fouille archéologique a été conduite, le musée commençant au troisième étage et se déplaçant vers des niveaux plus profonds et donc plus anciens.
La réplique de la tombe est complète avec les structures exactes de la tombe du Seigneur de Sipán, ainsi que l'ornementation corporelle complète de métaux précieux, bijoux, céramiques, sculptures sur bois et autres objets funéraires.
Les Tombes Royales de Sipán ont été l'objet d'une exposition itinérante à travers les États-Unis de 1993 à 1995.
Une reproduction d'une des tombes de Sipán est exposée au American Museum of Natural History de New York.

### Sites Moche des environs
- Le site archéologique de Pampa Grande (en) est située à environ 10 km à l'est de Sipán, le long de la vallée de la rivière Chancay.
- Le site archéologique de Pacatnamu (en) est situé à environ 58 km au sud de Sipán.
- Lambayeque (ville) est située à environ 40 km à l'ouest-nord-ouest de Sipán.
- Chiclayo est située à environ 29 km à l'ouest de Sipán.